# Mads Hansen (Fußballspieler, 2002)
Mads Kristian Hansen (* 28. Juli 2002 in Ikast) ist ein dänischer Fußballspieler. Er ist ehemaliger dänischer Nachwuchsnationalspieler.

## Karriere im Vereinsfußball
Geboren und aufgewachsen in Ikast, spielte Mads Hansen für den ortsansässigen Ikast FC, bevor er in die Fußballschule des FC Midtjylland wechselte. Am 20. Juli 2021 gab er im Alter von 18 Jahren – einige Tage vor seinem 19. Geburtstag – beim 1:1-Unentschieden im Hinspiel in der zweiten Qualifikationsrunde zur UEFA Champions League bei Celtic Glasgow sein Profidebüt. In der Folge kam Hansen in der Superligaen nicht oft zum Einsatz, weshalb er während der Wintertransferperiode der Saison 2021/22 zum FC Nordsjælland wechselte. Beim Verein aus Farum in der Region der Hauptstadt Kopenhagen erkämpfte er sich einen Stammplatz als rechter Außenstürmer und kam – sowohl in der  regulären Saison als auch in der Abstiegsrunde – zu insgesamt 15 Einsätzen (zwei Tore) und stand dabei in 13 Spielen in der Startelf. In der darauffolgenden Saison war Mads Hansen zunächst Stammspieler als Außenstürmer – zumeist auf der linken Seite eingesetzt –, ehe er später nur als Einwechselspieler zum Einsatz kam.

## Karriere in der Nationalmannschaft
Mads Hansen gab am 15. Januar 2019 beim 3:0-Sieg im Testspiel auf Zypern gegen Griechenland sein Debüt für die U17 Dänemarks und kam für diese Auswahl bis zu seinem altersbedingten Ausscheiden zu sieben Einsätzen; drei Spiele fanden im Rahmen der EM-Qualifikation statt. Später spielte er von September 2019 bis Februar 2020 fünfmal für die U18-Nationalmannschaft von „Danish Dynamite“ und konnte dabei zwei Tore erzielen, ehe er im Herbst 2020 drei Partien (ein Tor) für die U19 der Skandinavier absolvierte, dabei allesamt in Freundschaftsspielen und zweimal gegen die deutschen Altersgenossen. Nach zweijähriger Pause kam Hansen zu zwei Testspielen für die U20-Auswahl am 17. November und am 20. November 2022 in der türkischen Provinz Antalya gegen Schweden (2:2-Unentschieden) und gegen Ungarn (3:0-Sieg).
Am 24. März 2023 gab er dann bei der 2:3-Niederlage im Freundschaftsspiel – ebenfalls in der Provinz Antalya – gegen die Ukraine sein Einstand für die U21 seines Geburtslandes.